# West Siloam Springs
West Siloam Springs és un poble dels Estats Units a l'estat d'Oklahoma. Segons el cens del 2000 tenia 877 habitants.

## Demografia
Segons el cens del 2000, West Siloam Springs tenia 877 habitants, 306 habitatges, i 205 famílies. La densitat de població era de 98,1 habitants per km².
Dels 306 habitatges en un 30,1% hi vivien nens de menys de 18 anys, en un 47,4% hi vivien parelles casades, en un 13,4% dones solteres, i en un 33% no eren unitats familiars. En el 26,8% dels habitatges hi vivien persones soles el 8,8% de les quals corresponia a persones de 65 anys o més que vivien soles. El nombre mitjà de persones vivint en cada habitatge era de 2,45 i el nombre mitjà de persones que vivien en cada família era de 2,95.
Per edats la població es repartia de la següent manera: un 22,7% tenia menys de 18 anys, un 6,8% entre 18 i 24, un 27,1% entre 25 i 44, un 20,9% de 45 a 60 i un 22,5% 65 anys o més.
L'edat mediana era de 41 anys. Per cada 100 dones de 18 o més anys hi havia 78 homes.
La renda mediana per habitatge era de 28.750 $ i la renda mediana per família de 31.953 $. Els homes tenien una renda mediana de 22.243 $ mentre que les dones 20.000 $. La renda per capita de la població era de 12.858 $. Entorn del 13,4% de les famílies i el 18,3% de la població estaven per davall del llindar de pobresa.

## Poblacions més properes
El següent diagrama mostra les poblacions més properes.